# Peloscolex methoides
Peloscolex methoides är en ringmaskart som beskrevs av Brinkhurst 1965. Peloscolex methoides ingår i släktet Peloscolex och familjen glattmaskar. Inga underarter finns listade i Catalogue of Life.